# Берт (Мічиган)
Берт (англ. Burt) — переписна місцевість (CDP) в США, в окрузі Сегіно штату Мічиган. Населення — 1194 особи (2020).

## Географія
Берт розташований за координатами 43°13′46″ пн. ш. 83°54′35″ зх. д. / 43.22944° пн. ш. 83.90972° зх. д. (43.229449, -83.909766).  За даними Бюро перепису населення США в 2010 році переписна місцевість мала площу 11,71 км², з яких 11,69 км² — суходіл та 0,02 км² — водойми.

## Демографія
Згідно з переписом 2010 року, у переписній місцевості мешкало 1228 осіб у 427 домогосподарствах у складі 346 родин. Густота населення становила 105 осіб/км².  Було 451 помешкання (39/км²).
Расовий склад населення:
| - 93,4 % — білих - 1,5 % — чорних або афроамериканців - 0,5 % — корінних американців - 0,1 % — вихідців з тихоокеанських островів - 0,1 % — азіатів - 1,0 % — осіб інших рас |

До двох чи більше рас належало 3,5 %. Частка іспаномовних становила 4,2 % від усіх жителів.
За віковим діапазоном населення розподілялося таким чином: 27,8 % — особи молодші 18 років, 63,2 % — особи у віці 18—64 років, 9,0 % — особи у віці 65 років та старші. Медіана віку мешканця становила 38,3 року. На 100 осіб жіночої статі у переписній місцевості припадало 106,4 чоловіків;  на 100 жінок у віці від 18 років та старших — 94,9 чоловіків також старших 18 років.
Середній дохід на одне домашнє господарство  становив 56 416 доларів США (медіана — 47 321), а середній дохід на одну сім'ю — 68 980 доларів (медіана — 58 826). Медіана доходів становила 41 818 доларів для чоловіків та 26 630 доларів для жінок. За межею бідності перебувало 4,0 % осіб, у тому числі 0,0 % дітей у віці до 18 років та 6,0 % осіб у віці 65 років та старших.
Цивільне працевлаштоване населення становило 465 осіб. Основні галузі зайнятості: роздрібна торгівля — 31,0 %, освіта, охорона здоров'я та соціальна допомога — 23,7 %, мистецтво, розваги та відпочинок — 11,2 %, виробництво — 10,5 %.